# Slätta damm, Västergötland
Slätta damm är en damm, bildad kring år 1860, belägen i S.A. Hedlunds park på Hisingen i Göteborg. Den räknas som insjö och ingår i Göta älvs huvudavrinningsområde.
Vid dammen finns grillplats samt ett våffelkafé och kalla vintrar åker folk skidsko på isen.
Djurlivet i dammen består främst av änder och knipor.

## Bilder

Slätta damm
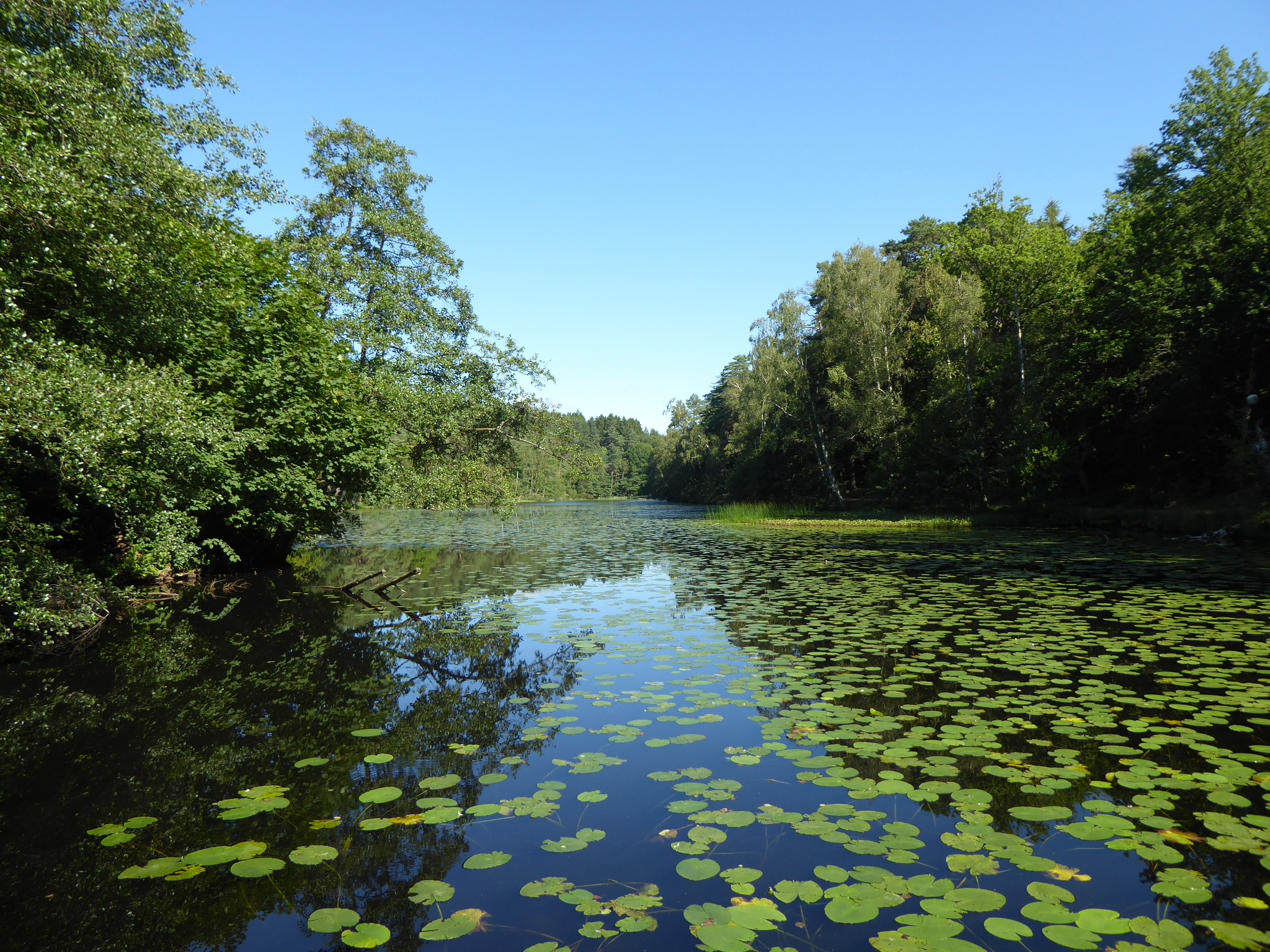
Slätta damm från sydväst
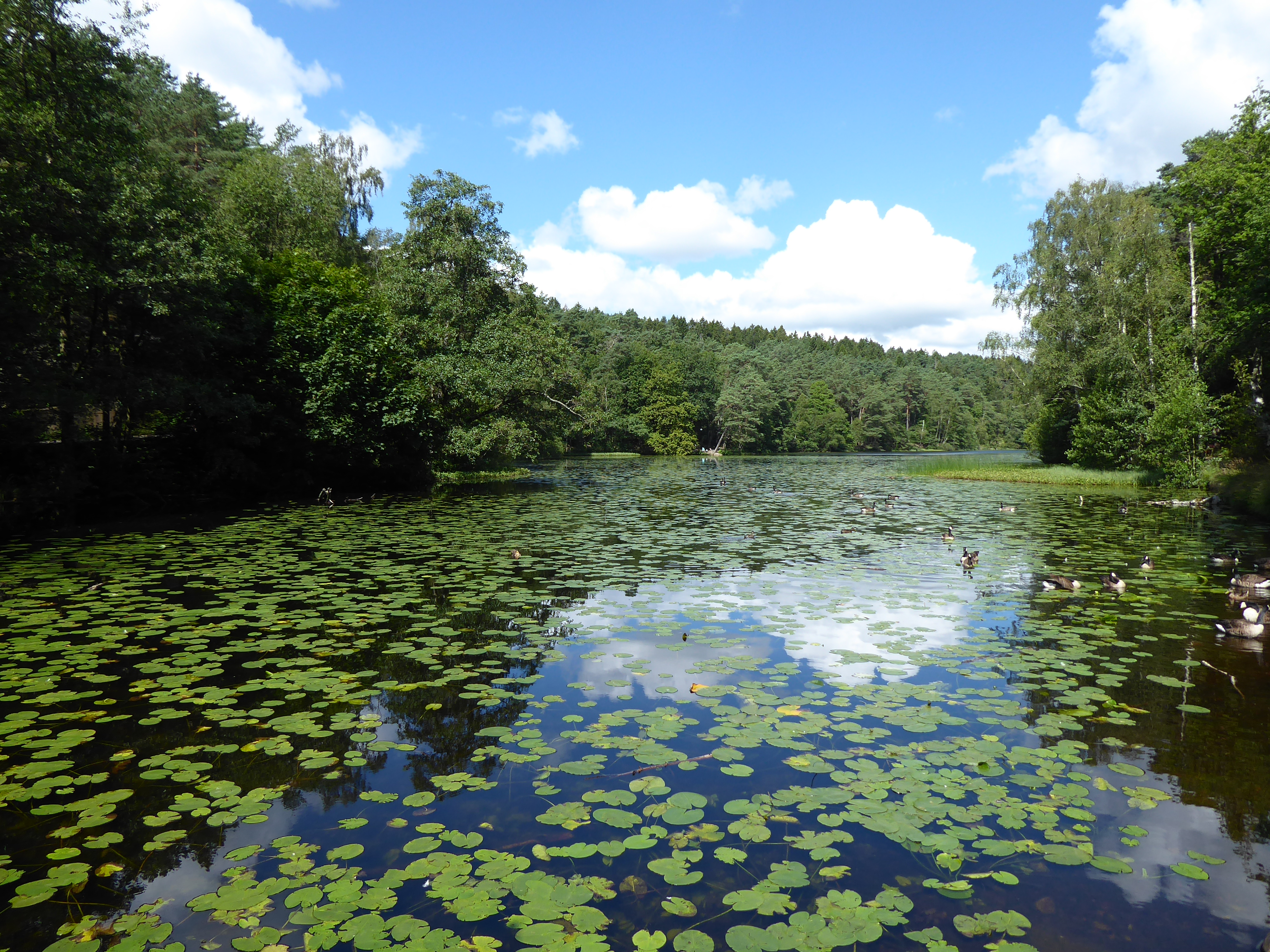
Slätta damm från sydöst
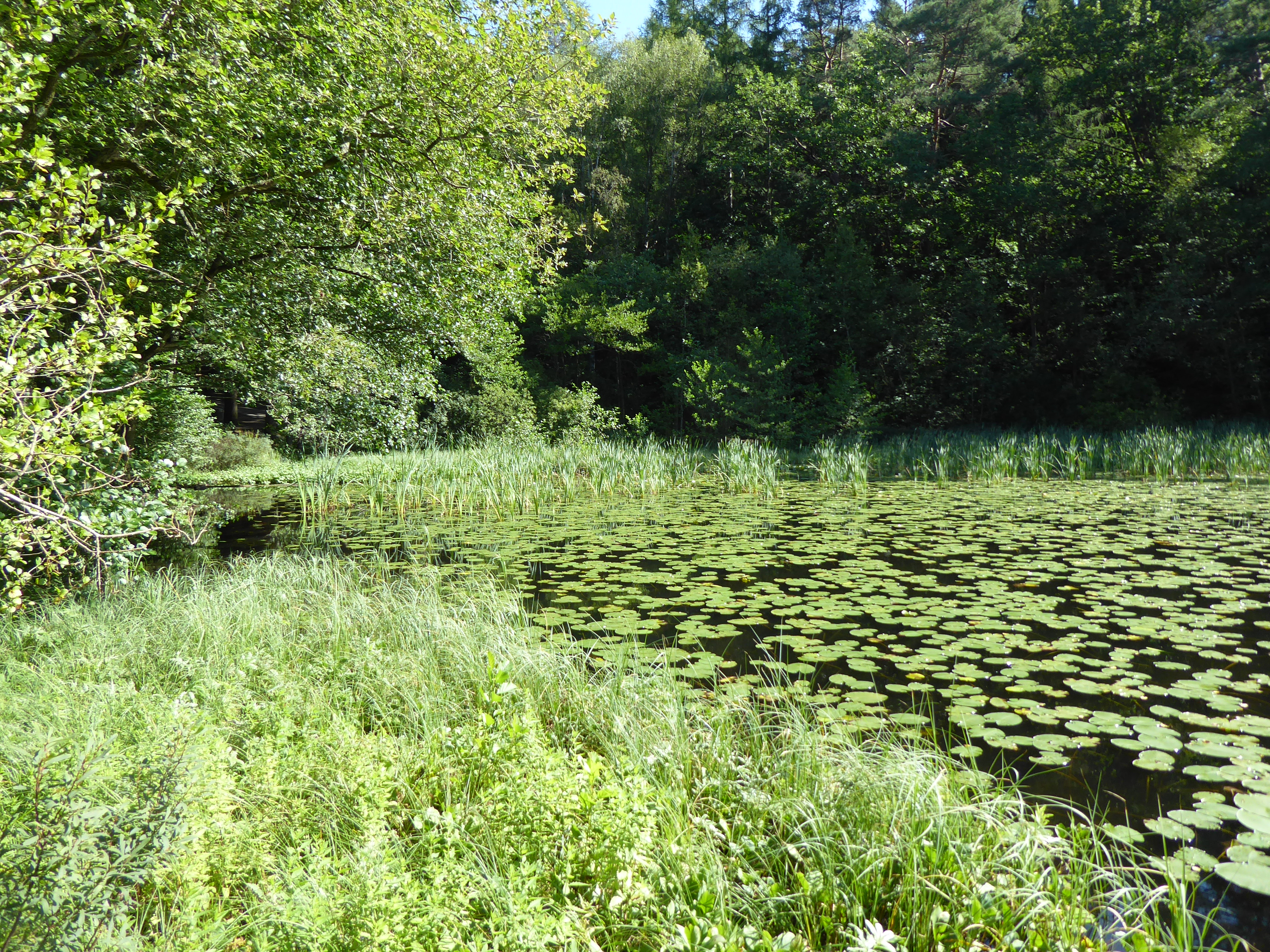
Slätta damms norra vik